# Эдьюкейшн сити (стадион)
Эдьюкейшн сити (араб. استاد المدينة التعليمية‎) — стадион, располагающийся в городе Эр-Райян, Катар, построен специально к чемпионату мира по футболу 2022.
После чемпионата мира по футболу у стадиона останется 25 000 мест, стадион будет отдан под игры университетским спортивным командам. 3 сентября 2020 года на стадионе состоялся первый официальный матч, сыгранный командами Лиги звезд Катара, сезон 2020-21. Официальная церемония открытия стадиона состоялась 15 июня 2020 года.

## Архитектура стадиона
Стадион возводился в центре образовательного городка Эдьюкейшн по проекту испанской архитектурной компании FIA Fenwick Iribarren Architects. Особенность стадиона, это освещение, которое будет меняться в зависимости от положения солнца.
Фасад собран из огромного количества полупрозрачных треугольных панелей.
Форма стадиона напоминает огромный бриллиант.

## Чемпионат мира по футболу 2022
На стадионе «Эдьюкейшн сити» прошло 8 матчей Чемпионата мира по футболу в Катаре: 3 матча в группе H, 2 матча в группе D и один в группе С, матчи 1/8 и 1/4 финала.
Матчи Чемпионата мира по футболу в Катаре на стадионе:
| # | Дата      | Соперник 1       | Результат      | Соперник 2        | Турнир         |
| - | --------- | ---------------- | -------------- | ----------------- | -------------- |
| 1 | 22 ноября | Дания            | 0:0            | Тунис             | Групповой этап |
| 2 | 24 ноября | Уругвай          | 0:0            | Республика Корея  | Групповой этап |
| 3 | 26 ноября | Польша           | 2:0            | Саудовская Аравия | Групповой этап |
| 4 | 28 ноября | Республика Корея | 2:3            | Гана              | Групповой этап |
| 5 | 30 ноября | Тунис            | 1:0            | Франция           | Групповой этап |
| 6 | 2 декабря | Республика Корея | 2:1            | Португалия        | Групповой этап |
| 7 | 6 декабря | Марокко          | 0:0 (пен. 3:0) | Испания           | 1/8 финала     |
| 8 | 9 декабря | Хорватия         | 1:1 (пен. 4:2) | Бразилия          | 1/4 финала     |